# ساندر بوست
ساندر بوست (10 سبتمبر 1984 بفيلياندي في إستونيا - ) هو لاعب كرة قدم إستوني في مركز الهجوم. شارك مع منتخب إستونيا لكرة القدم. أما مع النوادي، فقد لعب مع غو أهد إيغلز ونادي أوليسوند ونادي فايله ونادي فلورا وFC Elva ‏ وPärnu JK Tervis ‏ وViljandi JK Tulevik ‏.

## روابط خارجية
- ساندر بوست على موقع اتحاد إستونيا (الإنجليزية)
- ساندر بوست على موقع قاعدة بيانات كرة القدم.إي يو (الإنجليزية)
- ساندر بوست على موقع ناشيونال فوتبول تيمز (الإنجليزية)
- ساندر بوست على موقع Soccerway.com (الإنجليزية)
- ساندر بوست على موقع عالم كرة القدم.نت (الإنجليزية)